# Polycentropus pentus
Polycentropus pentus là một loài Trichoptera trong họ Polycentropodidae. Chúng phân bố ở miền Tân bắc.